# Newsにならない恋
「Newsにならない恋」（ニュースにならないこい）は、1986年7月16日にトーラスレコードからリリースされた早見優の17枚目のシングル。

## 概要
タイトル曲である「Newsにならない恋」はロックンロールを取り入れたアレンジが特徴の楽曲。作曲はチャゲ&飛鳥のCHAGEが担当し、1986年に発売されたアルバム『MIX BLOOD』にてセルフカバーされた。
作詞を担当した澤地隆は、以前キーボーディストとして活躍し、当時は作詞家として活動を始めたばかりであった。

## 収録曲
1. Newsにならない恋
  - 作詞: 澤地隆 / 作曲: CHAGE / 編曲: 伊豆一彦
2. 真夏のSNIPER
  - 作詞: 谷穂ちろる / 作曲: 多々納好夫 / 編曲: 伊豆一彦